# Namin
Namin (farsi نمين) è una città nel nord-ovest dell'Iran; è il capoluogo dello shahrestān di Namin nella provincia di Ardabil.